# Rhipsalis dissimilis
Rhipsalis dissimilis là một loài thực vật có hoa trong họ Cactaceae. Loài này được (G.Lindb.) K.Schum. miêu tả khoa học đầu tiên năm 1890.